# Viktor Cathrein
Viktor Cathrein, född den 8 maj 1845, död den 10 september 1931, var en schweiziskfödd jesuit, teolog och socialpolitiker.
Cathrein var, efter att ha varit tvungen att lämna Tyskland 1872 under kulturkampen, professor i moralfilosofi vid Ignatiuskollegiet i Valkenburg, Nederländerna. Som medlem av redaktionen för tidskriften "Stimmen aus Maria Laach" var Cathrein en av publikationens främsta förkämpar i kampen mot liberalismen. Cathrein företrädde sina skrifter i samhällsfrågor en romersk-katolsk kristen grundval för samhället och staten. Bland dessa kan nämnas Moralphilosophie (2 band, 1890-91; 4:e upplagan 1904), Der Sozialismus (1890; 8:e upplagan 1903) och Recht, Naturrecht und positives Recht (1901).